# Pornokitsch
Pornokitsch este un blog britanic de „cultură geek” care publică recenzii și știri despre ficțiunea speculativă și alte ficțiuni populare. 

## Istorie
Site-ul, înființat în 2008, este deținut și editat de Anne C. Perry și Jared Shurin. Alți colaboratori includ autorii Becky Chambers, Kuzhali Manickavel, Erin Lindsey, Mahvesh Murad și Molly Tanzer, iar printre colaboratorii anteriori au fost Rebecca Levene, David Bryher, Jesse Bullington, Joey Hi-Fi, Jon Morgan și alți scriitori de științifico-fantastic și de ficțiune speculativă. 
Numele site-ului, un cuvânt telescopat pe baza cuvintelor pornografie și kitsch, este datorat naturii „de unică folosință și de uitat” a pornografiei care reflectă recepția generală a ficțiuni populare, care este adesea văzută ca un „kitsch al lumii literare”.
În februarie 2018, Pornokitsch a anunțat că va încheia publicarea până la sfârșitul lunii martie. Site-ul web ar trebui să rămână accesibil în continuare.

## Premii
Pornokitsch a fost pe lista scurtă pentru Premiul BSFA din 2011 pentru cea mai bună lucrare de non-ficțiune și Premiul Hugo din 2014 pentru cel mai bun fanzin. Site-ul a câștigat 2013 British Fantasy Award pentru cea mai bună lucrare de non-ficțiune. 